# Kościół Trójcy Świętej i klasztor Trynitarzy w Beresteczku
Kościół Trójcy Świętej i klasztor Trynitarzy w Beresteczku – zabytkowy rzymskokatolicki kompleks klasztorny wzniesiony w XVIII w., częściowo zniszczony w XIX stuleciu, opuszczony w 1945.

## Historia
Zakon trynitarzy był obecny w Beresteczku od 1620. Po zwycięskiej bitwie pod Beresteczkiem król Jan Kazimierz ufundował nowy kościół, przy którym zakonnicy prowadzili parafię. Zajmowali się także prowadzeniem miejscowej szkoły. Murowany klasztor trynitarzy został wzniesiony jednak dopiero w I połowie XVIII w. z fundacji kasztelana halickiego Tomasza Karczewskiego i jego brata Jana, który wstąpił następnie do zgromadzenia trynitarzy i zmarł w Beresteczku jako zakonnik. 
Według innych danych, starosta lubelski Jan Jakub Zamoyski fundował kościół i klasztor Trynitarzy w Beresteczku. Klasztor funkcjonował do 1832, gdy został skasowany przez władze carskie i zaadaptowany na więzienie, a następnie całkowicie rozebrany. Czynny, jako parafialny, pozostał potrynitarski kościół. Mieczysław Orłowicz w swoim Ilustrowanym przewodniku po Wołyniu z 1929 opisywał go jako jedną z najpiękniejszych katolickich świątyń na Wołyniu. Kościół był czynny do 1945, gdy - już poważnie uszkodzony w toku działań wojennych - został opuszczony i popadał stopniowo w ruinę. W latach 70. XX wieku był częściowo remontowany, jednak zniszczenia świątyni zostały usunięte tylko częściowo. Kościół pozbawiony jest dachu (pokryty jedynie papą) i okien, w szczególnie złym stanie jest lewa wieża.
Pod koniec lat 80. w ratowanie kościoła przed zrujnowaniem zaangażował się pochodzący z Beresteczka, Benedykt Gajewski, autor monografii o tym mieście.

## Architektura
Kościół wzniesiony został w stylu późnobarokowym. Była to trójnawowa bazylika z transeptem i zamkniętym pięciobocznie prezbiterium, do którego przylegało dodatkowe piętrowe pomieszczenie. Elewację główną wieńczył płaski fronton, częścią fasady były dwie wieże, pełniące funkcję dzwonnic. Ściany zdobione były rzędami pilastrów i rozdzielone na dwie kondygnacje gzymsem. Pierwotnie na zewnętrznej ścianie znajdował się monumentalny fresk przedstawiający bitwę pod Beresteczkiem, jednak w 1853 proboszcz parafii beresteckiej polecił jego zabielenie, by uchronić kompozycję przed zniszczeniem na polecenie władz rosyjskich. Autorem obrazu był ks. Józef Prechtl.
Wyposażenie wnętrza kościoła reprezentowało styl rokokowy. Jego ściany i sklepienia pokrywały freski, także namalowane przez ks. Prechtla. Dodatkowe malowidła na początku XIX w. wykonał malarz Cormaroni. Z kompozycji malarskich przetrwały jedynie niewielkie fragmenty. W kościele przechowywana była szabla Jeremiego Wiśniowieckiego - została ona zrabowana podczas wojny polsko-bolszewickiej. W ołtarzach bocznych widoczne były wizerunki świętych związanych z zakonem trynitarzy.
W osobnej kaplicy znajdowały się relikwie świętego Walentego, które były przedmiotem kultu nie tylko dla miejscowej społeczności katolickiej, ale i dla prawosławnych.